# 野鸡坨镇
野鸡坨镇，是中华人民共和国河北省唐山市迁安市下辖的一个乡镇级行政单位。

## 行政区划
野鸡坨镇下辖以下地区：
野鸡坨村、张都庄村、宋庄村、新军营村、李家峪村、丁庄子村、卜官营村、爪村、大山东庄村、小山东庄村、山港村、武各庄村、岚山高各庄村、东周庄村、西周庄村、安山口村、朱庄子村、大杨官营村、邵家营村、仓库营村和小杨官营村。